# Будербала, Абдель Азиз
Абдель Азиз Эль Идрисси Будербала, Абдель Азиз Баудербала (араб. عزيز الإدريسي بودربالة‎; род. 26 декабря 1960, Касабланка, Касабланка) — марокканский футболист, полузащитник.

## Карьера
Во взрослом футболе дебютировал в 1977 году выступлениями за команду клуба «Видад (Касабланка)», в которой провел семь сезонов.
В 1984 году он переехал в Европу в Швейцарию, где играл 4 года за «Сьон», где стал обладателем Кубка Швейцарии.
Своей игрой за «Лаваль» команду привлек внимание представителей тренерского штаба клуба «Лион», в состав которого присоединился в 1990 году. Сыграл за команду два сезона своей карьеры. Большинство времени, проведенного в составе «Лиона», был основным игроком команды.
Завершил профессиональную игровую карьеру в клубе «Санкт-Галлен», за команду выступал на протяжении 1993-1995 годов.
Вернулся на родину Будербала в 1996 году, а через год завершил карьеру.
Участник чемпионата мира 1986, где сборная Марокко первой из африканских команд выходит из группы мирового первенства. Участник более чем четырёх Кубков африканских наций, лучший игрок КАН 1986 и 1988 годов. Обладатель Кубка Швейцарии 1986, финалист Кубка Франции 1990. Сейчас работает техническим директором футбольного клуба «Видад» (Касабланка).
В 1977 году дебютировал в официальных матчах в составе национальной сборной Марокко. В течение карьеры в национальной команде, которая длилась 16 лет, провел в форме главной команды страны 61 матч.

## Достижения
«Видад»
- Чемпион Марокко: 1978
- Обладатель Кубка Марокко (2): 1979, 1997

«Сьон»
- Обладатель Кубка Швейцарии: 1986

«Расинг Париж»
- Финалист Кубка Франции (1): 1990